# Acianthera guimaraensii
Acianthera guimaraensii é uma pequena espécie de orquídea (Orchidaceae) originária do Brasil, antigamente subordinada ao gênero Pleurothallis.